# Vojaški ordinariat Nemčije
Vojaški ordinariat Nemčije (nemško Katholisches Militärbischofsamt) je rimskokatoliški vojaški ordinariat, ki je vrhovna cerkveno-verska organizacija in skrbi za pripadnike Bundeswehra.
Sedež ordinariata je v Berlinu.

## Škofje
- Franz Adolf Namszanowski (22. maj 1868 - 28. maj 1872)
- Johann Baptist Assmann (1. junij 1888 - 27. maj 1903)
- Heinrich Vollmar (9. november 1903 - 1913)
- Heinrich Joeppen (27. oktober 1913 - 9. november 1918)
- Franz Justus Rarkowski (7. januar 1938 - 1. februar 1945)
- Joseph Wendel (4. februar 1956 - 31. december 1960)
- Franz Hengsbach (10. oktober 1961 - 22. maj 1978)
- Elmar Maria Kredel (22. maj 1978 - 30. november 1990)
- Johannes Dyba (30. november 1990 - 23. julij 2000)
- Walter Mixa (31. avgust 2000 - danes)